# Vasodilatazione periferica
La vasodilatazione periferica è una reazione che avviene a livello cutaneo, causata da una diminuzione del tono costrittore dato dalla stimolazione dei nervi adrenergici, da adrenalina e noradrenalina. Dal momento che i capillari superficiali si presentano dilatati, la cute appare rossa e calda.
La vasodilatazione periferica è innestata anche da una reazione dovuta alla liberazione di bradichinina (un metabolita delle α2-globuline) oppure ad un aumento della presenza di anidride carbonica nel sangue, o ancora ad un aumento dell'acido lattico, così come un abbassamento del pH ematico.